# Xerofita

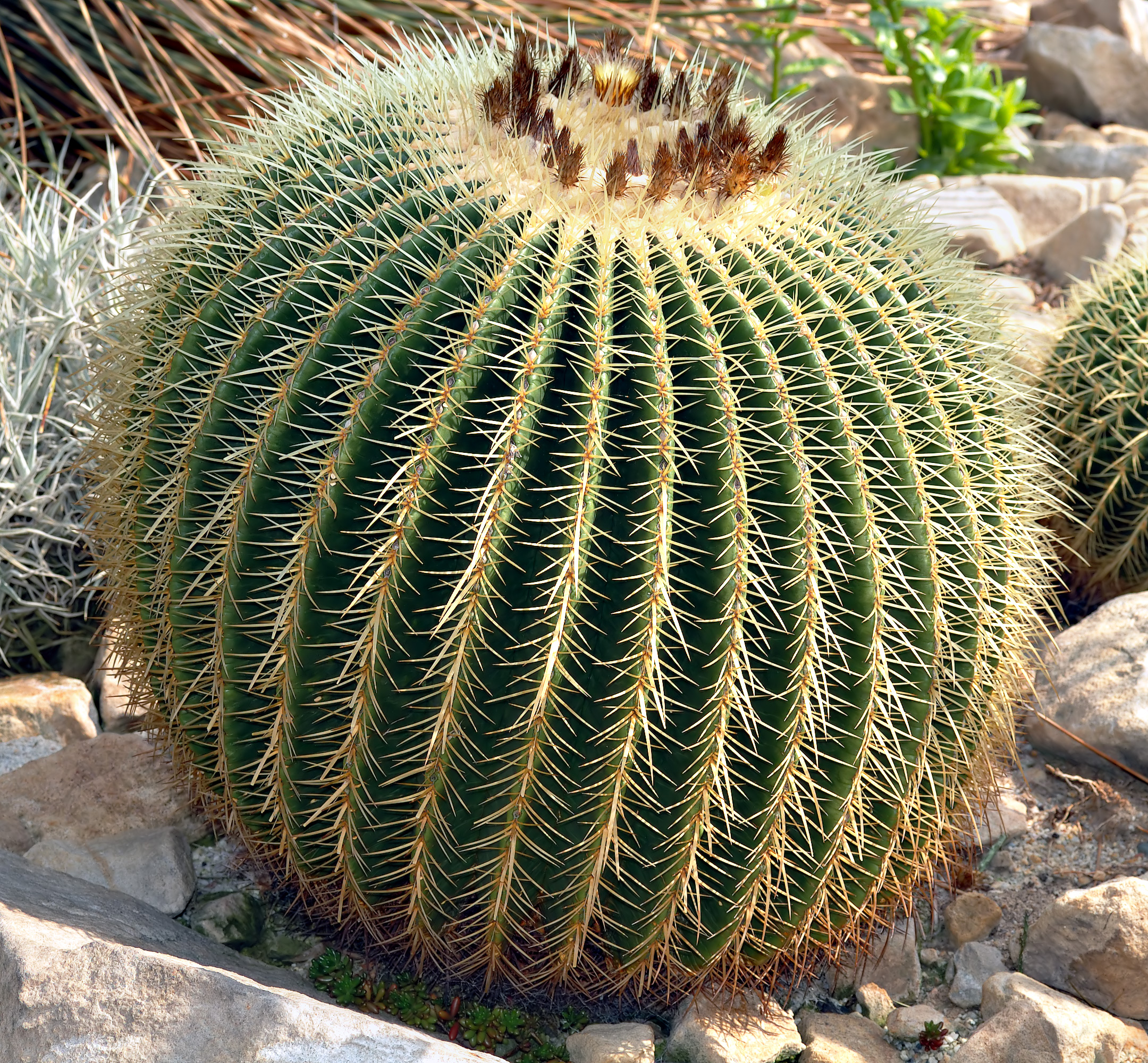
Le Cactaceae sono alcune delle xerofite per eccellenza

Le xerofite o piante xerofile (dal greco antico ξηρος?, xēros, "secco" e φυτον, phyton, "pianta") sono vegetali adattati a vivere in ambienti caratterizzati da lunghi periodi di siccità o da clima arido o desertico, definiti genericamente ambienti xerici. Una categoria particolare di piante xerofile presenta anche adattamenti a vivere su suoli ad elevato accumulo di salinità; in questo caso le piante sono denominate alofite e possono colonizzare anche ambienti umidi, ma che per l'elevata tensione osmotica mantengono prerogative analoghe a quelle degli ambienti xerici.

## Habitat

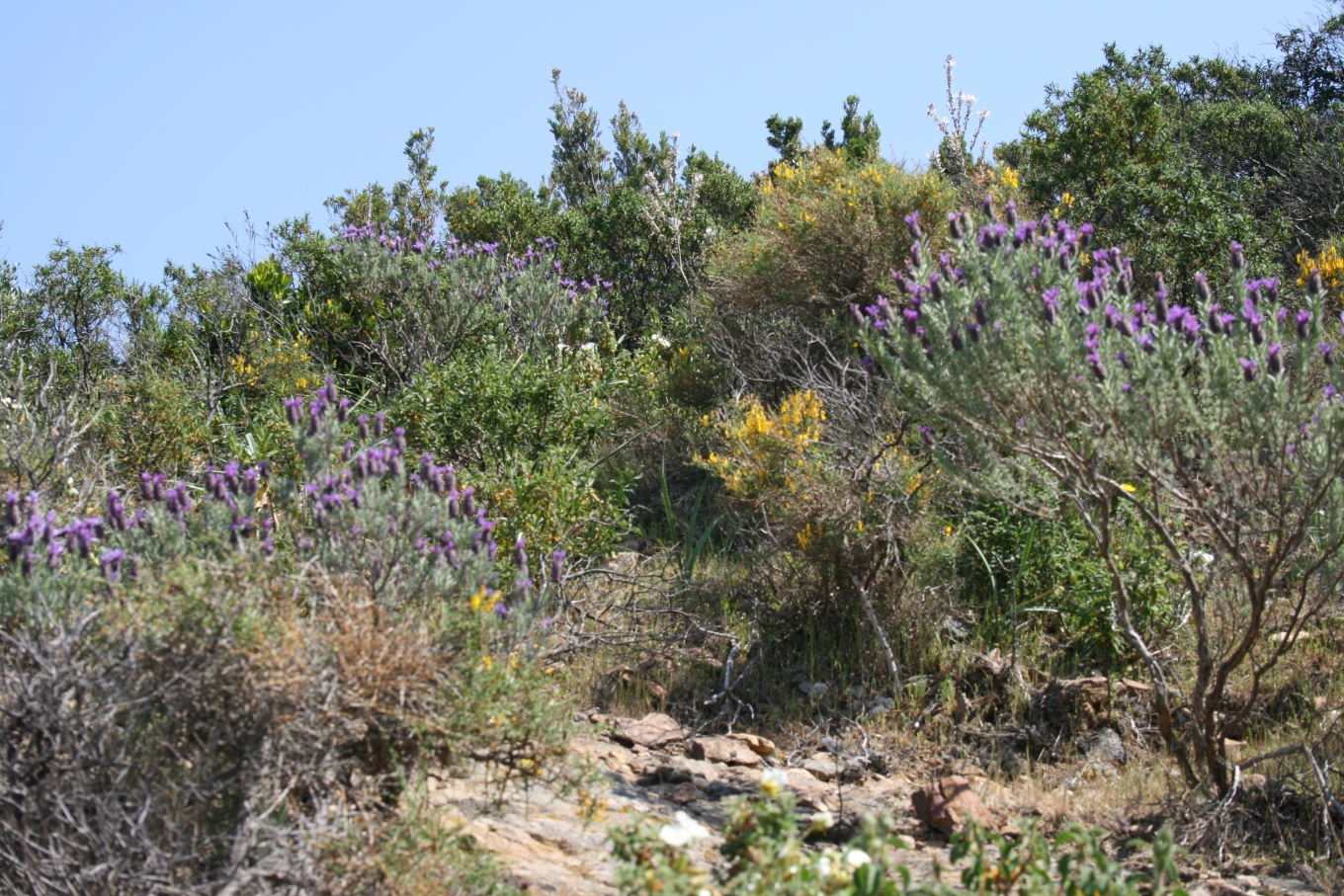
Un tipico ambiente xerico mediterraneo: transizione fra gariga e Oleo-ceratonion in Corsica

Le condizioni ambientali in cui si insediano le xerofite sono caratterizzate da terreni generalmente asciutti o permeati da acque salse e da un'atmosfera secca. Tali condizioni sono sfavorevoli alla vita delle piante normali in quanto l'aria secca intensifica la traspirazione senza la compensazione da un adeguato assorbimento idrico da parte delle radici: in assenza di adattamenti morfologici o fisiologici di tipo xerofitico, le piante vanno incontro all'appassimento temporaneo e, infine, all'avvizzimento.
Gli adattamenti xerofitici, sviluppati sotto l'aspetto morfologico o fisiologico, hanno lo scopo di limitare l'impatto del deficit di umidità, rallentando la traspirazione e le perdite d'acqua per evaporazione dai tessuti, oppure di attivare meccanismi fisiologici che permettono la sopravvivenza in condizioni critiche per tempi anche molto lunghi.
L'adattamento alla siccità non si accompagna necessariamente ad un adattamento all'alta temperatura: la siccità di un ambiente può essere dovuta ad una scarsa piovosità e ad uno scarso apporto idrico anche in ambienti freddi. Tuttavia l'alta temperatura è uno dei fattori principali che intensificano l'evapotraspirazione, perciò gli adattamenti xerofitici sono spesso accompagnati da adattamenti ad alte temperature. In questo caso le piante sono dette anche termoxerofite o termoxerofile. Rientrano in questa categoria le piante tipiche degli ambienti aridi o desertici delle regioni temperate calde e di quelle tropicali.
Esempi di piante xerofile sono: l'olivastro Olea europaea, il fico comune Ficus carica, il lentisco Pistacia lentiscus, l'olivello spinoso Hippophae rhamnoides, il fico d'india Opuntia ficus-indica, il corbezzolo Arbutus unedo, l'ulivo Olea europaea, lavande Lavandula spp., timi Thymus spp., salvie, agazzino Pyracantha coccinea.

## Adattamenti morfologici

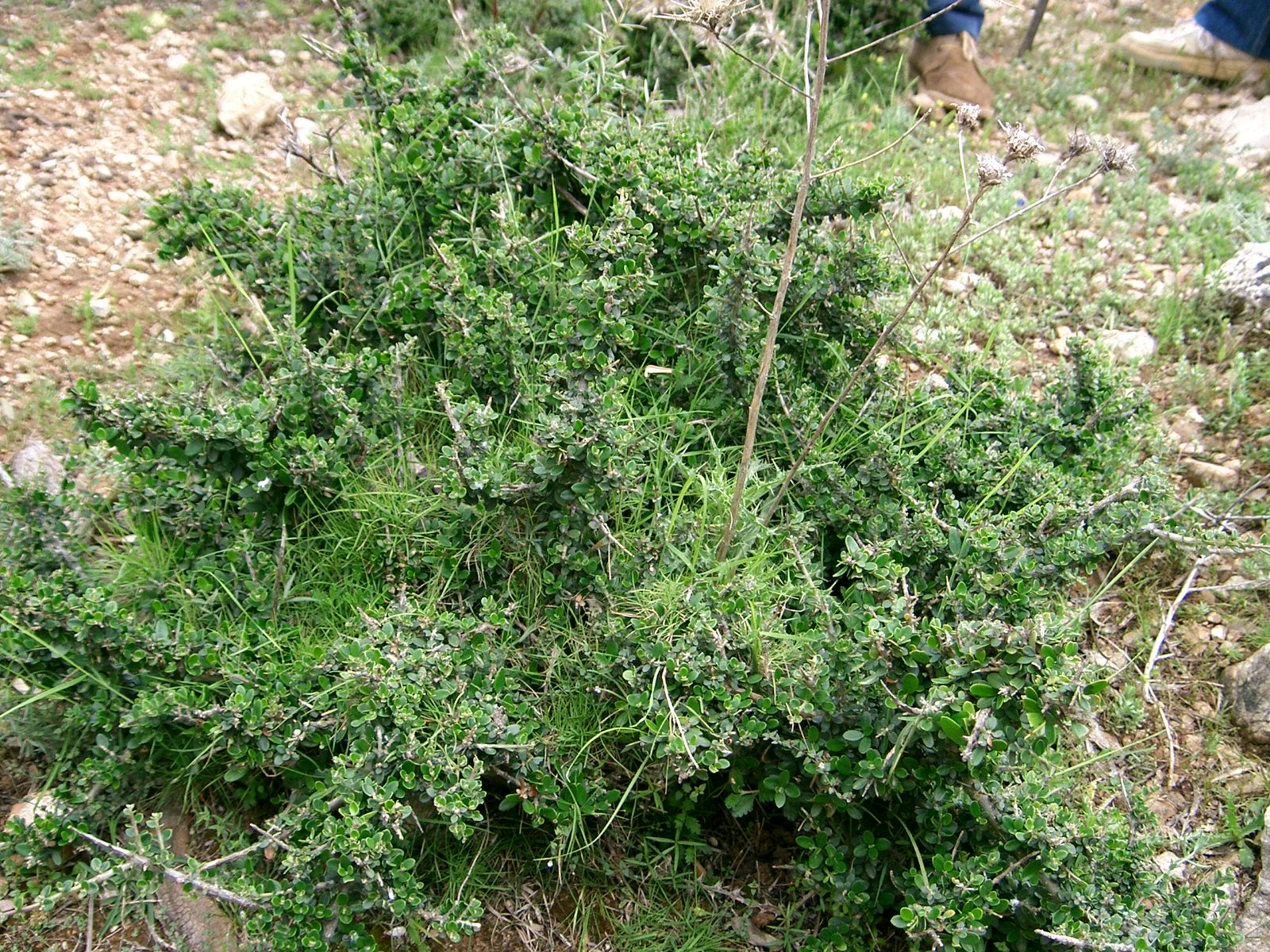
L'olivastro, pianta tipicamente arborea, negli ambienti aridi assume un portamento arbustivo formando cespugli bassi, compatti e spinescenti.

Gli adattamenti morfologici hanno lo scopo di ridurre la superficie fogliare traspirante, aumentare la resistenza al passaggio del vapore acqueo nell'atmosfera con il mantenimento di un gradiente di umidità fra fillosfera e atmosfera, aumentare l'efficienza delle radici nella nutrizione idrica, costituire riserve d'acqua all'interno dei tessuti per far fronte alle perdite per evaporazione. Si tratta di adattamenti che si accompagnano in genere per conferire congiuntamente un particolare habitus alla pianta, d'altra parte non tutti gli adattamenti sono necessariamente presenti nella stessa specie, perciò l'habitus xerofitico può presentare diverse espressioni.

### Portamento

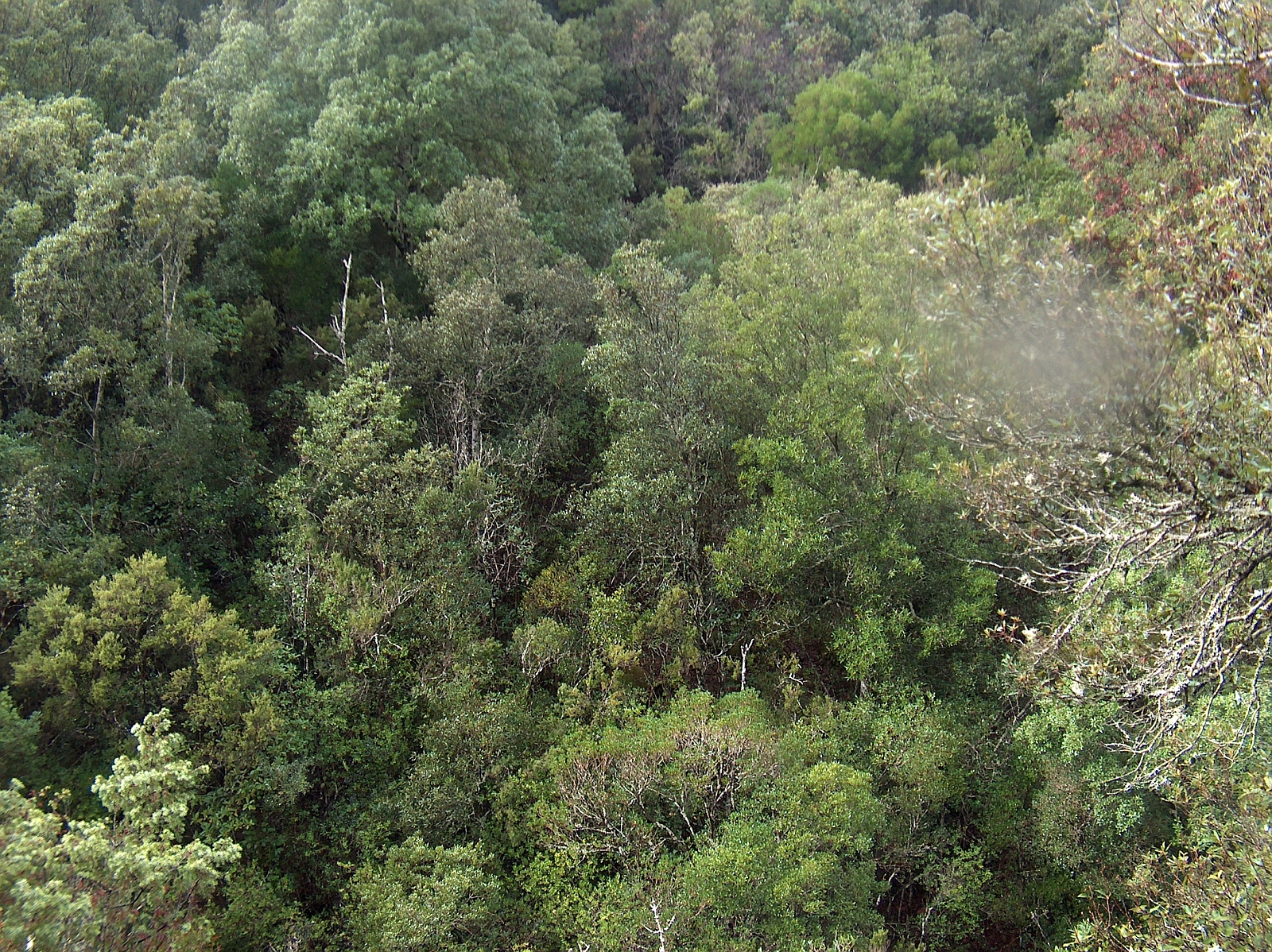
La macchia mediterranea è un'associazione fitoclimatica che raggiunge pochi metri d'altezza a causa del clima secco che si protrae per diversi mesi l'anno

Il portamento xerofitico è in generale finalizzato a ridurre il LAI (Leaf Area Index, indice di area fogliare) e, di conseguenza, la superficie traspirante. Espressioni di un adattamento di questo tipo sono i seguenti:
- ridotto sviluppo in altezza;
- accorciamento degli internodi;
- portamento arbustivo in sostituzione del portamento arboreo.

Il ridotto sviluppo in altezza è una proprietà determinata sia come adattamento sia come conseguenza dell'adattamento. La minore efficienza fotosintetica, causata dai lunghi periodi di arresto della fotosintesi, determina infatti un minore apporto energetico nel corso della vita della pianta, perciò l'accrescimento vegetativo viene naturalmente subordinato alla riproduzione; in altri termini, la specie destina le poche risorse principalmente all'incremento della popolazione (riproduzione) più che all'incremento delle dimensioni dei singoli esemplari. D'altra parte il ridotto sviluppo crea le condizioni per una minore esposizione all'azione del vento e dell'insolazione, attenuando nel complesso quei fattori che intensificano la traspirazione.
Un esempio di questo concetto si può trarre esaminando lo sviluppo in altezza delle associazioni vegetali in rapporto alla piovosità nei biomi. Le foreste raggiungono le altezze maggiori e il maggior grado di copertura dove la piovosità è più elevata (40-60 metri nella foresta pluviale tropicale, 80-100 metri nella foresta pluviale temperata). A parità di latitudine, la riduzione della piovosità comporta, con vari gradi di progressione, il passaggio dalla foresta a volta alla foresta a parco, dalla foresta alla boscaglia, dalla boscaglia alla prateria, fino alla scomparsa totale della vegetazione arborea.
L'accorciamento degli internodi è una condizione che favorisce la formazione, all'interno della chioma, di un microambiente che rallenta la dispersione del vapore acqueo nell'atmosfera, creando un gradiente di umidità fra fillosfera e atmosfera: una chioma compatta, determinata dalla fitta ramificazione e dall'accorciamento degli internodi, ostacola la ventilazione al suo interno facendo in modo che si crei, in prossimità delle foglie una zona d'aria meno secca rispetto allo spazio aperto. La chioma compatta determina inoltre un maggiore ombreggiamento all'interno della chioma, riducendo il peso dei fattori che favoriscono l'evapotraspirazione.

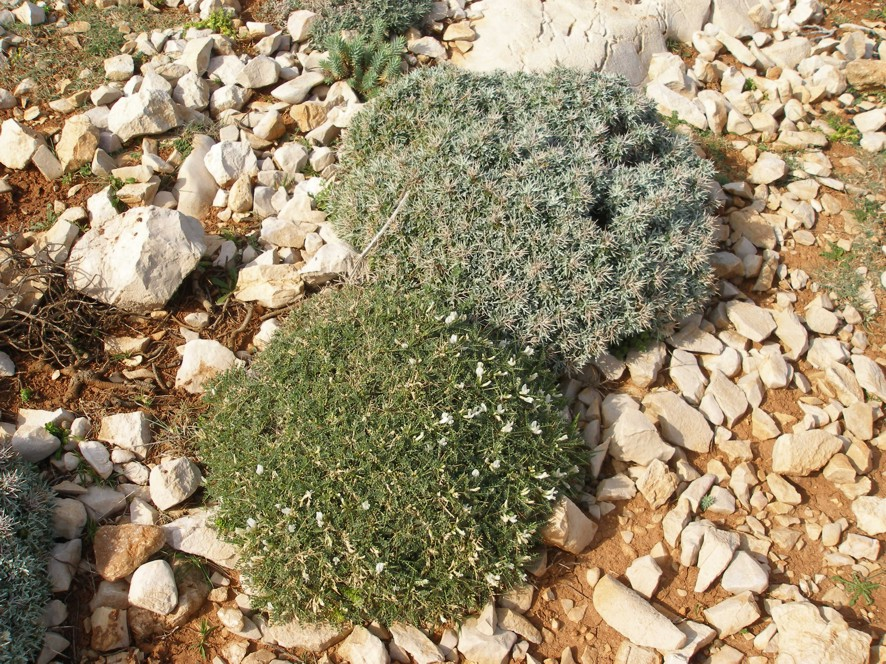
L'astragalo dragante e il fiordaliso spinoso. Pur essendo specie filogeneticamente lontane hanno sviluppato gli stessi caratteri morfologici che consentono la colonizzazione di uno degli ambienti più aridi della Sardegna.

Il portamento arbustivo è un adattamento che in generale si accompagna a quelli precedenti e porta alla formazione di una chioma più compatta e meno esposta, nel complesso, all'azione del vento e dell'insolazione. Diverse essenze legnose mediterranee assumono portamenti differenti in relazione alla piovosità dell'ambiente in cui si insediano; una delle specie più rappresentative, sotto questo aspetto, è il leccio: nelle stazioni più piovose ha un portamento arboreo e tende a costituire formazioni boschive a volta e colonnari alte 20-25 metri (foresta mediterranea sempreverde), mentre in quelle più asciutte riduce lo sviluppo fino ad assumere un portamento arbustivo integrandosi in una formazione vegetale pluristratificata alta dai 2-3 metri ai 4-6 metri (macchia mediterranea).
Questi adattamenti sono portati all'estremo nelle piante con portamento mammellonare, con la caratteristica conformazione a pulvino tipica di molte specie che vivono nelle garighe aride delle coste mediterranee: la sfera è infatti la conformazione sterica che oppone la minore superficie a parità di volume e permette di raggiungere al meglio l'obiettivo di ridurre la superficie traspirante a parità di sviluppo. Gli arbusti a portamento mammellonare formano una chioma fittamente ramificata, spesso spinescente, e con una superficie esposta compatta e quasi impenetrabile. Questo adattamento rappresenta anche una difesa dal pascolamento, al fine di ridurre al minimo le perdite di biomassa causate dagli erbivori brucatori.

### Fusto e rami

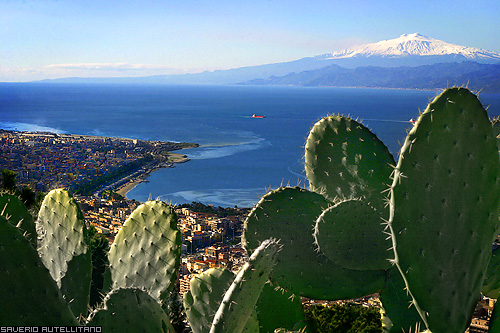
Le piante succulente, come il fico d'India, hanno fusto e rami modificati (cladodi) i quali svolgono la fotosintesi e accumulano cospicue riserve d'acqua.

Gli adattamenti più evidenti del fusto e dei rami, che si riscontrano in un gran numero di piante xerofile, riguarda la presenza di un tessuto parenchimatico, detto parenchima acquifero, in grado di accumulare riserve d'acqua. Questa proprietà è dovuta alla presenza di mucillagini nei vacuoli, che hanno la proprietà di richiamare e trattenere cospicue quantitativi d'acqua. Le piante che mostrano questo adattamento sono comunemente chiamate piante succulente o piante grasse per la consistenza carnosa e l'elevato tenore in acqua del fusto o delle foglie. In altri piante la proprietà di accumulare acqua è affidata all'epidermide pluristratificata.
Le piante succulente si annoverano in particolare nelle famiglie delle Cactaceae, delle Euphorbiaceae e delle Crassulaceae, tuttavia sono numerose le specie succulente appartenenti ad altre famiglie. Questo carattere si accompagna spesso alla perdita precoce delle foglie o al loro mancato o ridotto sviluppo o alla loro trasformazione in spine, perciò i rami assumono anche la funzione di svolgere la fotosintesi. Ad esempio, nel fico d'India le foglie sono presenti solo nei giovani germogli ma vengono perse precocemente, mentre i rami, detti cladodi, assumono una forma appiattita per svolgere al meglio la funzione fotosintetica.

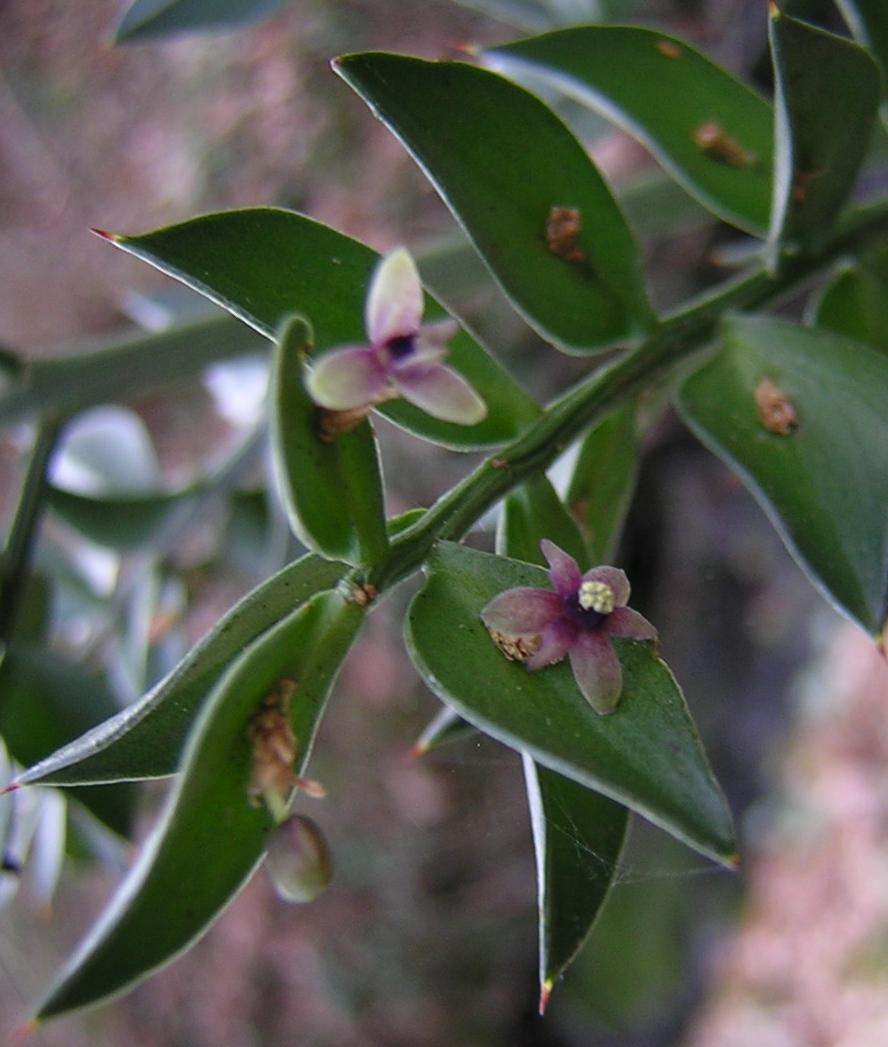
Le false foglie (fillocladi) del pungitopo sono in realtà rami adattati a svolgere la fotosintesi al posto delle foglie.

La mancanza delle foglie e il passaggio della funzione fotosintetica ai rami è un adattamento xerofitico che non si accompagna necessariamente alla presenza dei parenchimi acquiferi, anche se questo adattamento è meno diffuso. Un esempio di questo comportamento è il pungitopo, nel quale le apparenti foglie sono in realtà rami fortemente appiattiti che assumono una disposizione e una forma del tutto analoghe a quella delle foglie.

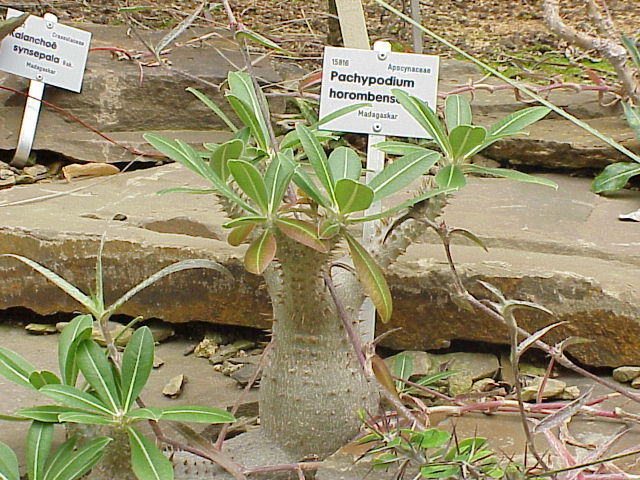
Il caratteristico portamento di un Pachypodium.

Singolari sono la morfologia e l'anatomia dei Pachypodium, piante succulente dell'Africa. I Pachypodium hanno un portamento dendroide e riassumono più caratteri xerofitici che conferiscono un habitus analogo a quello delle Cactaceae e delle Euphorbiaceae succulente.
Il fusto, detto specificamente pachicaule, ha uno spiccato ingrossamento alla base ed è sede di accumulo di riserve idriche, mentre la parte superiore e le rade ramificazioni portano un apparato fogliare poco sviluppato. L'intero apparato di sostegno, fusto e rami, svolge anche funzioni fotosintetizzanti che integrano oppure sostituiscono del tutto la funzione svolta dalle foglie. La specificità dell'habitus dei Pachypodium risiede nel fatto che l'apparato fogliare, pur essendo ridotto nel complesso, è composto anche foglie dal lembo piuttosto sviluppato, portando ad un marcato contrasto morfologico fra il fusto e parte superiore.

### Radici
L'apparato radicale non presenta sostanziali adattamenti morfologici, tuttavia può essere considerato un carattere tendenzialmente xerofitico la profondità delle radici. In generale la maggior parte dell'apparato radicale delle piante si sviluppa nei primi decimetri di profondità, dove l'attività chimica e biologica è più intensa. In ambienti aridi diverse specie approfondiscono una parte delle radici anche di alcuni metri, riuscendo ad assorbire l'acqua eventualmente presente in strati più profondi.

### Foglie
L'apparato fogliare delle specie xerofile è quello che in generale presenta gli adattamenti più determinanti. La xerofilia nelle foglie può esprimersi in vari modi. I più frequenti sono i seguenti:
- riduzione della superficie traspirante;
- elementi istologici che aumentano la resistenza intrinseca al flusso di vapore verso l'atmosfera;
- elementi istologici che rallentano le perdite d'acqua per evaporazione.

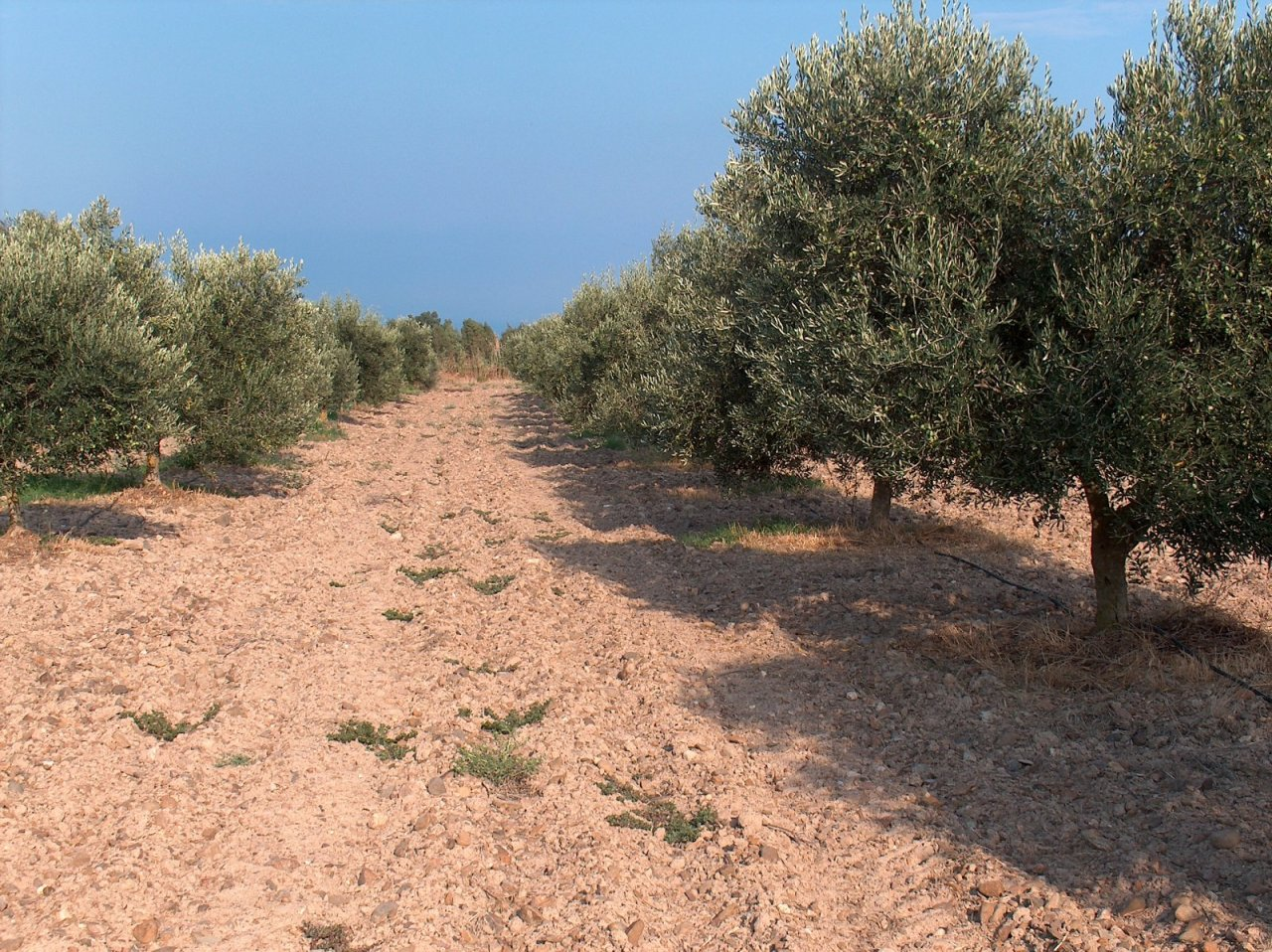
L'olivo trae beneficio dall'irrigazione, ma è una delle poche colture arboree che, grazie ai suoi caratteri morfologici e fisiologici, può garantire una produzione, sia pur minima, anche in coltura asciutta in ambienti siccitosi.

La riduzione della superficie traspirante si manifesta con meccanismi differenti, anche combinati, che si riconducono ad una riduzione del numero delle foglie o della loro ampiezza o all'assunzione di forme adatte a disperdere minori quantità d'acqua.
La riduzione del numero delle foglie è un carattere piuttosto frequente nelle piante ad habitus xerofitico. L'olivo, ad esempio, in annate siccitose elimina spontaneamente una parte più o meno considerevole delle proprie foglie in modo da ridurre la superficie traspirante e prevenire l'appassimento. Comportamento simile si riscontra anche nei pini mediterranei (pino domestico, pino marittimo, pino d'Aleppo) e in molte essenze arbustive o arboree mediterranee. La riduzione del numero di foglie raggiunge tuttavia la sua espressione estrema nella perdita completa delle foglie in molte piante come adattamento evolutivo all'ambiente xerico. È il caso, ad esempio, del pungitopo, in cui le foglie sono del tutto assenti e sostituite, nella loro funzione, dai rami.
La riduzione della superficie del lembo fogliare è un carattere frequente nelle piante che non hanno adattamenti specifici in relazione al numero di foglie. In questo modo la superficie traspirante si riduce in virtù delle dimensioni delle foglie.

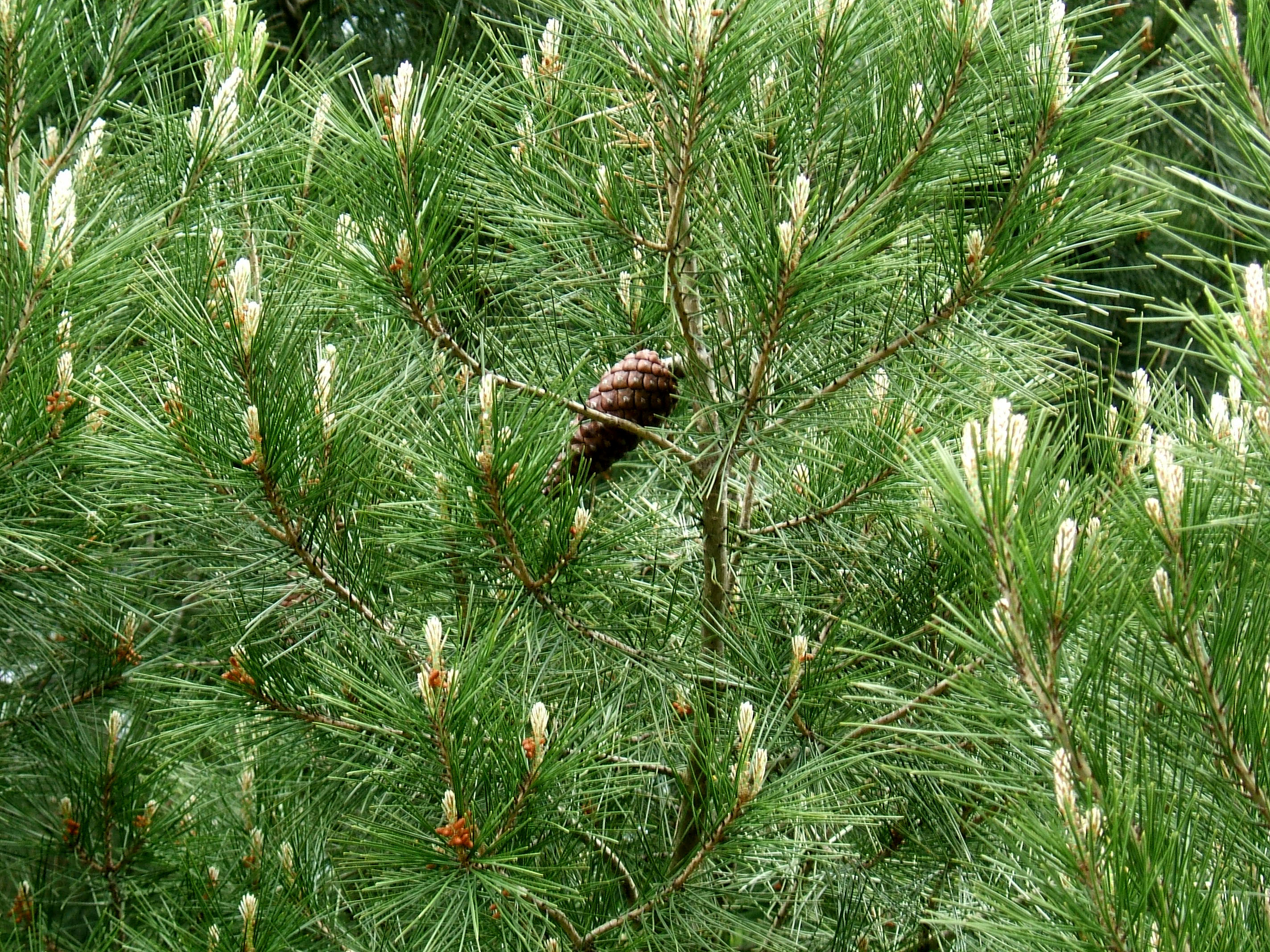
La foglia aghiforme espone una ridotta superficie traspirante in rapporto al volume.

Adattamenti interessanti sono quelli che riguardano la forma del lembo fogliare. In generale le piante xerofitiche con adattamenti non spinti tendono ad avere foglie lanceolate, ellittiche o lineari poco espanse in larghezza, spesso con il margine revoluto. Quest'ultimo carattere associato alla forma lineare della lamina e allo sviluppo di un tomento nella pagina inferiore permette di ridurre notevolmente le perdite d'acqua, in quanto crea in corrispondenza dell'area in cui si aprono gli stomi un microambiente che ostacola il flusso di vapore, instaurando un gradiente di umidità relativa fra fillosfera e atmosfera.
Adattamenti della morfologia fogliare più spinti si riscontrano nelle piante che hanno foglie aghiformi oppure squamiformi e embricate sul rametto. In entrambi i casi il risultato è quello di esporre una superficie traspirante a sviluppo cilindrico, che a parità di volume è inferiore alle forme appiattite. Questo adattamento è una costante nelle conifere: queste piante sono in generale adattate a vivere in ambienti poco piovosi (sia nelle regioni calde sia in quelle fredde), anche se non mancano esempi di conifere che popolano ambienti ad elevata piovosità (es. le sequoie). Le conifere hanno in genere foglie aghiformi (es. Pinaceae) oppure squamiformi ed embricate sul rametto (es. Cupressaceae) anche se non mancano conifere con foglie che non presentano queste caratteristiche. Le foglie aghiformi o squamiformi-embricate non sono tuttavia una prerogativa esclusiva delle conifere e si possono riscontrare anche nelle Angiosperme: ad esempio, l'Erica arborea, essenza tipica della macchia mediterranea, ha foglie aghiformi, mentre le tamerici, arbustive tipicamente xerofile e alofite, hanno foglie squamiformi appressate sui rametti come nei cipressi.

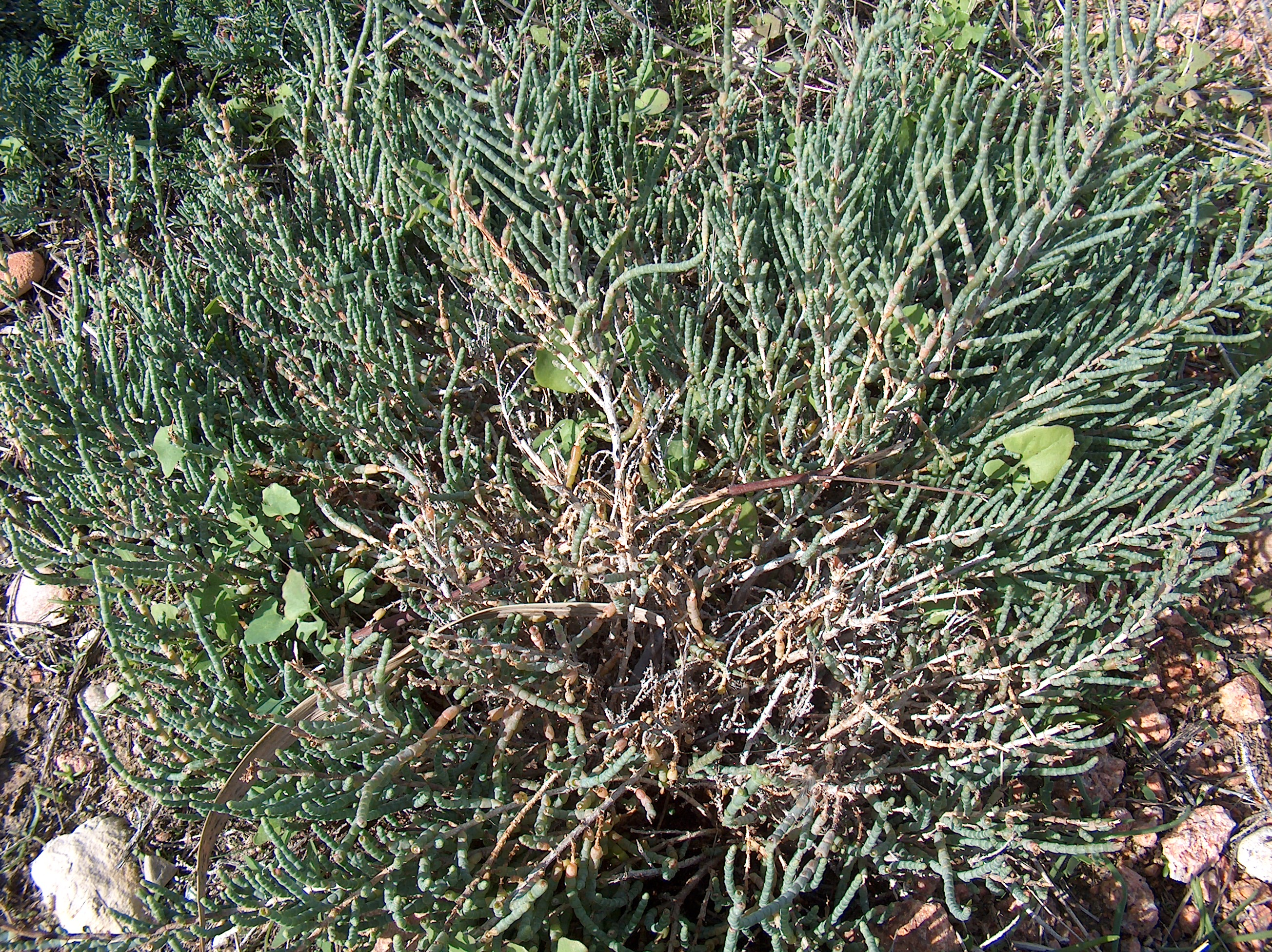
La salicornia glauca ha sviluppato una caratteristica morfologia xerofitica: le foglie squamiformi si saldano a formare una guaina che avvolge i rametti succulenti e articolati. Lo stesso carattere è presente in altre chenopodiacee alofite comunemente chiamate salicornie.

Singolari adattamenti xerofitici, riconducibili nel significato biologico ai casi precedenti, sono quelli presenti in diverse piante come le casuarine e alcune Chenopodiaceae alofite (Halocnemum, Arthrocnemum, Salicornia) comunemente chiamate salicornie. Le casuarine, che un inesperto può confondere facilmente con le conifere, hanno "foglie apparenti" aghiformi; in realtà, ad un esame più attento si può vedere che queste foglie sono invece dei rametti articolati, mentre le foglie vere e proprie sono ridotte a piccolissime squame inserite in corrispondenza dei nodi. Le salicornie hanno invece rametti cilindrici articolati, con foglie ridotte a squame opposte e saldate a formare una guaina che avvolge l'articolo. Infine, una differenziazione morfologica estrema delle foglie è la trasformazione in spine, come avviene nelle Cactaceae.
Gli adattamenti anatomici e istologici che rallentano il flusso di vapore verso l'atmosfera hanno lo scopo di interporre, fra la superficie fogliare e l'atmosfera, uno strato d'aria in cui si instaura un gradiente d'umidità: l'intensità della traspirazione è determinata dal deficit di pressione di vapore saturo dell'atmosfera e l'eventuale presenza di uno strato di aria più umida ristagnante, in corrispondenza della fillosfera, rallenta il flusso di vapore acqueo verso l'atmosfera. La struttura che svolge questa funzione è il tomento, ossia lo sviluppo di una fitta copertura di peli uni o pluricellulari. Il tomento si sviluppa in genere nella pagina inferiore delle foglie e sui giovani germogli, mentre la pagina superiore è generalmente glabra o leggermente pubescente o rivestita un tomento più rado.

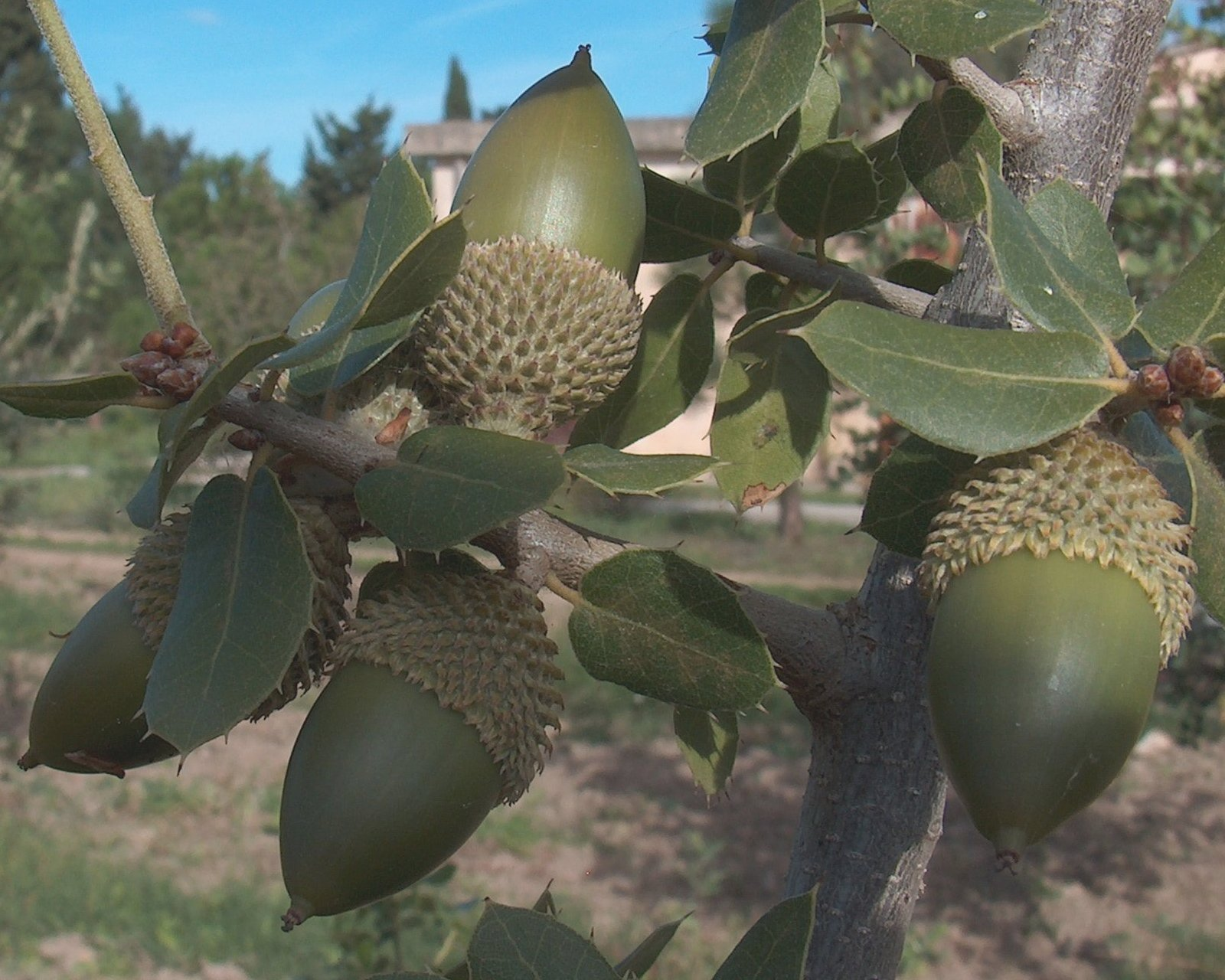
Le sclerofille mediterranee hanno foglie rigide e coriacee in virtù della cuticola spessa che protegge i tessuti sottostanti dall'evaporazione dell'acqua.

Infine, la perdita d'acqua per evaporazione o per traspirazione viene rallentata con lo sviluppo di strutture istologiche che aumentano la resistenza intrinseca al passaggio dell'acqua, dall'interno della foglia all'esterno, sotto forma di vapore. Questo adattamento si realizza con la riduzione del numero di stomi per unità di superficie e, soprattutto, con l'ispessimento della cuticola fogliare.
La cuticola è un rivestimento composto da sostanze idrofobiche, prevalentemente cere, avente la funzione di rendere impermeabile all'acqua e ai gas le pareti delle cellule epidermiche esposte all'esterno. Presente in tutti i vegetali, la cuticola s'ispessisce notevolmente nelle piante xerofite allo scopo di impedire l'evaporazione dell'acqua attraverso l'epidermide. Questo adattamento è presente nella maggior parte delle xerofite ma raggiunge la sua massima espressione nelle cosiddette sclerofille, ossia nelle piante sempreverdi a foglie coriacee, piuttosto diffuse fra le essenze della macchia mediterranea: la foglia è rigida e di consistenza coriacea, spesso con superficie glabra e traslucida sulla pagina superiore. Un'altra categoria di piante sclerofille è costituita dalle Pinaceae: oltre agli adattamenti citati in precedenza, le Pinaceae mostrano anche un ispessimento della cuticola degli aghi fino a conferirgli una consistenza coriacea. L'efficacia della cuticola nell'ostacolare la perdita d'acqua si osserva facilmente confrontando i tempi di essiccazione delle foglie di sclerofille e quelle di piante non sclerofille: una foglia di alloro o di olivo si essicca con difficoltà e impiega alcuni giorni prima di mostrare sintomi di appassimento; al contrario, le foglie di actinidia o di Ortensia manifestano sintomi di appassimento nelle ore più calde anche quando la pianta è regolarmente irrigata.

## Adattamenti fisiologici
Gli aspetti fisiologici sono in generale meno evidenti di quelli morfologici, ma possono rappresentare in taluni casi la più alta espressione di adattamento xerofitico.

### Riduzione del ciclo biologico

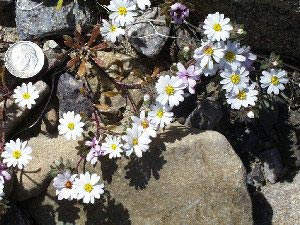
La Monoptilion belliodes (Mojave Desert star, "stella del Deserto del Mojave"). Questa pianta effimera vive nei deserti del sud-ovest degli USA grazie alla sua capacità di completare rapidamente il ciclo dopo una pioggia.

L'accorciamento del ciclo biologico rappresenta uno dei principali adattamenti xerofitici dei vegetali. La concentrazione dell'attività vegetativa e della prima fase dell'attività riproduttiva nei periodi più favorevoli permette alle piante di superare annualmente le difficoltà della stagione secca. Questo adattamento si manifesta in gradi di differente intensità. Dove le condizioni ambientali diventano gradualmente più proibitive, la vegetazione arborea e arbustiva lascia lo spazio a quella erbacea, che in generale è in grado di adattarsi meglio alla stagione secca, specialmente nelle zone temperate a clima continentale, che alternano una stagione calda e secca ad una fredda. In questo caso la vegetazione arborea scompare del tutto in quanto la lunghezza del ciclo vegetativo è tale da non consentire il suo svolgimento nella stagione di transizione (primavera-inizio estate).
Nell'ambito delle piante erbacee, l'adattamento xerofitico è maggiore nelle annuali rispetto alle biennali e alle perenni, perciò tendono a prevalere dove l'aridità s'intensifica. La massima espressione di questo adattamento si realizza nelle piante effimere, piante erbacee annuali adattate a vivere in ambienti desertici. Queste piante sono in generale sprovviste di adattamenti morfologici xerofitici perché sono in grado di sfruttare gli eventi piovosi sporadici e di carattere eccezionale che si verificano nei deserti più aridi. La durata del ciclo di una pianta effimera è dell'ordine di poche settimane, in media 6-8; i semi restano in dormienza anche per diversi anni, ma in occasione di una pioggia eccezionale germinano rapidamente e in un tempo piuttosto breve la pianta è in grado di crescere, fiorire e disperdere i semi prima che le sopraggiunte condizioni di aridità ne determinino la morte.

### Estivazione

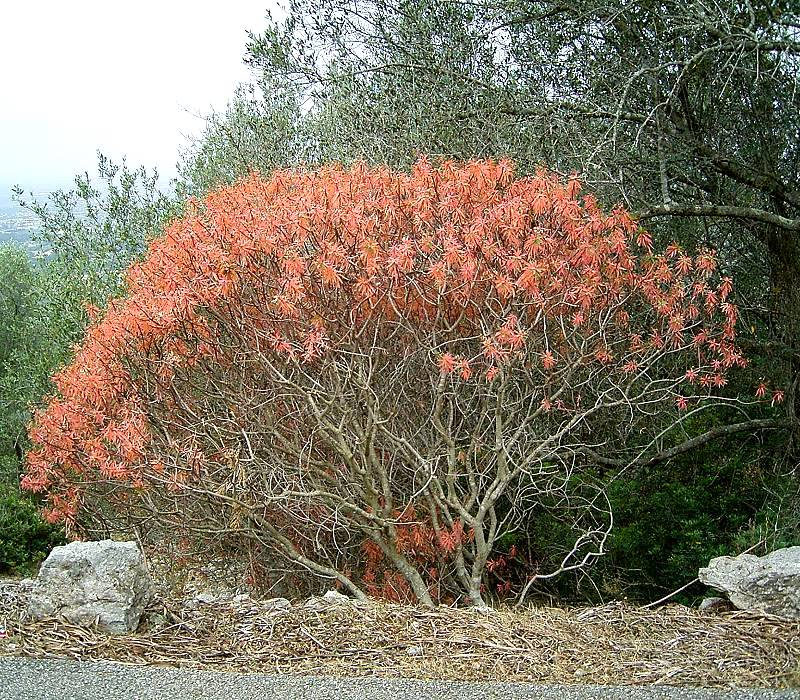
La colorazione rossa che assume in estate il fogliame dell'euforbia arborea è uno degli esempi più suggestivi di estivazione.

L'estivazione è un comportamento tipico di molte xerofite perenni che vivono in ambienti a clima caldo-arido, come ad esempio gli ecosistemi mediterranei. In questo caso la pianta svolge il suo ciclo vegetativo durante le stagioni più fresche, con la massima attività in primavera e attraversa un periodo di riposo vegetativo in estate, riprendendo l'attività eventualmente in autunno. La riproduzione può completarsi all'inizio dell'estate oppure in autunno, ma in genere si svolge nel corso della primavera. Sono normalmente soggette a estivazione, ad esempio, piante arbustive come le Cistaceae o l'Euphorbia dendroides, piante fruticose come l'elicriso e la stecade, piante erbacee rizomatose come il cardo selvatico e bulbose come molte Liliaceae.
Molte specie arboree o arbustive mediterranee attraversano comunque durante i mesi più caldi e asciutti una fase di arresto vegetativo anche senza un'estivazione vera e propria, mostrando un'attività di intenso accrescimento vegetativo nei mesi primaverili e autunnali. Hanno questo comportamento, ad esempio, il leccio, la sughera, l'olivastro, ecc., che nelle regioni a clima più mite hanno un'attività prevalente nel periodo autunno-primaverile pur attraversando un brevissimo periodo di riposo invernale e conducendo la fase riproduttiva di accrescimento dei frutti in estate.
Forme di adattamento assimilabili, entro certi versi, all'estivazione sono quelle proprie delle specie che vivono in regioni temperate a clima freddo-arido e quelle che vivono in regioni tropicali a regime climatico regolato dall'alternanza stagionale fra gli alisei, venti asciutti, e i monsoni, venti umidi. In queste regioni si verifica l'alternanza fra una stagione asciutta e una umida. Queste regioni, che a nord dell'Equatore si estendono nelle Filippine, nell'Indocina, nel subcontinente indiano, nella Penisola Arabica, nell'Africa subsahariana, nella parte occidentale del Centro America, sono interessate dai biomi tropicali di transizione fra la foresta pluviale e il deserto tropicale (foresta decidua tropicale, boscaglia spinosa, savana). Le essenze adattate a questi climi sono per lo più piante arboree che attraversano il periodo di riposo vegetativo nella stagione asciutta, arrivando anche a perdere le foglie, e piante erbacee che svolgono il loro ciclo nel corso della stagione delle piogge.

### Regolazione attiva delle aperture stomatiche
A differenza delle altre, le piante xerofile hanno in generale la proprietà di regolare attivamente l'apertura degli stomi modificando lo stato di turgore delle cellule di guardia. In condizioni di stress idrico, pertanto, chiudono gli stomi impedendo la fuoriuscita di vapore acqueo proveniente dall'evaporazione dell'acqua tissulare. Questo comportamento, se da un lato implica l'arresto della fotosintesi e, quindi, dell'attività vegetativa, da un altro permette alla pianta di prolungare la sua sopravvivenza. Nelle stesse condizioni, infatti, una pianta incapace di regolare l'apertura degli stomi andrà inesorabilmente incontro all'appassimento e, infine, all'avvizzimento in tempi brevi.

### Potenziale idrico nel terreno e nella foglia

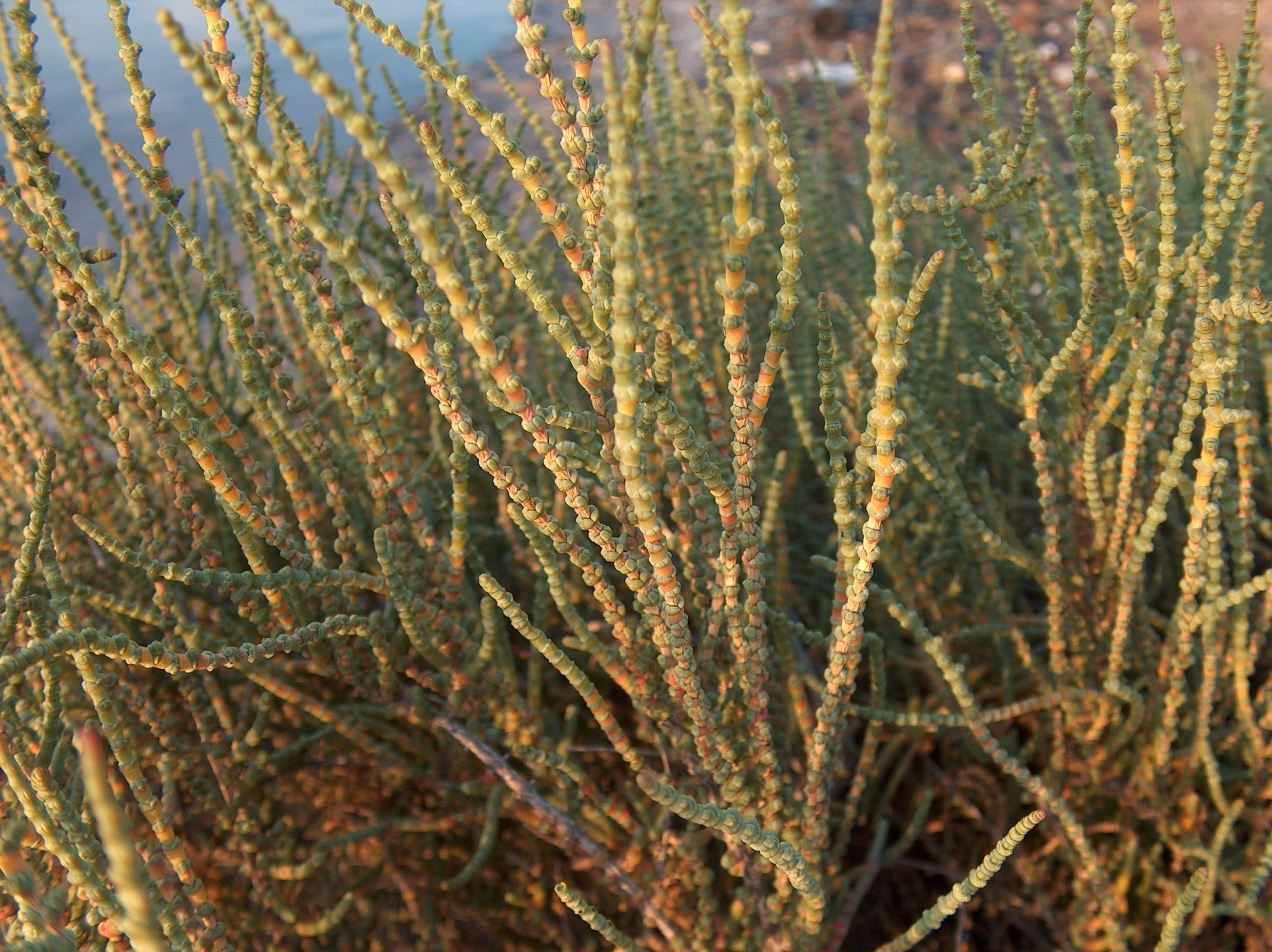
La salicornia strobilacea, pianta diffusa nei deserti, nelle depressioni salate e presso gli stagni salati costieri, tollera concentrazioni saline superiori a quelle del mare.

Un meccanismo fisiologico di adattamento sofisticato è quello che permette alle piante xerofile di acquisire un'elevata efficienza nell'assorbimento radicale dell'acqua. Questo meccanismo raggiunge la sua massima espressione nelle alofite, piante adattate a vivere in condizioni estreme.
Il terreno lega l'acqua con una forza, detta tensione, che in genere assume valori negativi; fanno eccezione i suoli sommersi, nei quali la tensione è nulla, se non positiva. L'assorbimento radicale dell'acqua implica una spesa energetica necessaria per vincere la tensione, perciò la forza con cui il terreno trattiene l'acqua è convenzionalmente associata al lavoro, detto potenziale idrico, necessario per sottrarre un determinato quantitativo d'acqua. Le condizioni di riferimento adottate per definire il potenziale idrico fanno sì che questo sia espresso - in termini dimensionali - come una pressione, perciò il potenziale idrico è misurato convenzionalmente in bar oppure con indici numerici assoluti correlati alla misura in bar a mezzo dell'operatore matematico p (pF).
In condizioni di terreno non saturo, il potenziale idrico assume sempre valori negativi, perciò le piante esercitano uno sforzo per assorbire l'acqua. A definire il potenziale idrico concorrono diversi fattori, fra i quali hanno il peso determinante l'acqua legata dai colloidi e quella trattenuta per capillarità; dal momento che questi fenomeni sono correlati alla natura della matrice litologica del suolo, questa componente del potenziale idrico è detta potenziale matriciale. In condizioni ordinarie il potenziale idrico si identifica approssimativamente con il potenziale matriciale, mentre in condizioni particolari entrano in gioco - in misura significativa - anche altre componenti. Ad esempio, nel caso di alberi ad alto fusto con altezze dell'ordine di diverse decine di metri ha un ruolo non trascurabile il potenziale gravitazionale, in quanto gli alberi devono esercitare una pressione di suzione di diversi bar solo per superare il dislivello geometrico (approssimativamente 1 bar ogni 10 metri). Nel caso di suoli con un elevato accumulo di sale è invece determinante il potenziale osmotico, che arriva a prevalere sul potenziale matriciale; infatti, la maggior parte delle piante soffre di stress idrico e giunge alla morte per avvizzimento nei terreni sommersi da acque saline, non riuscendo ad assorbire l'acqua legata dai sali in essa disciolti.

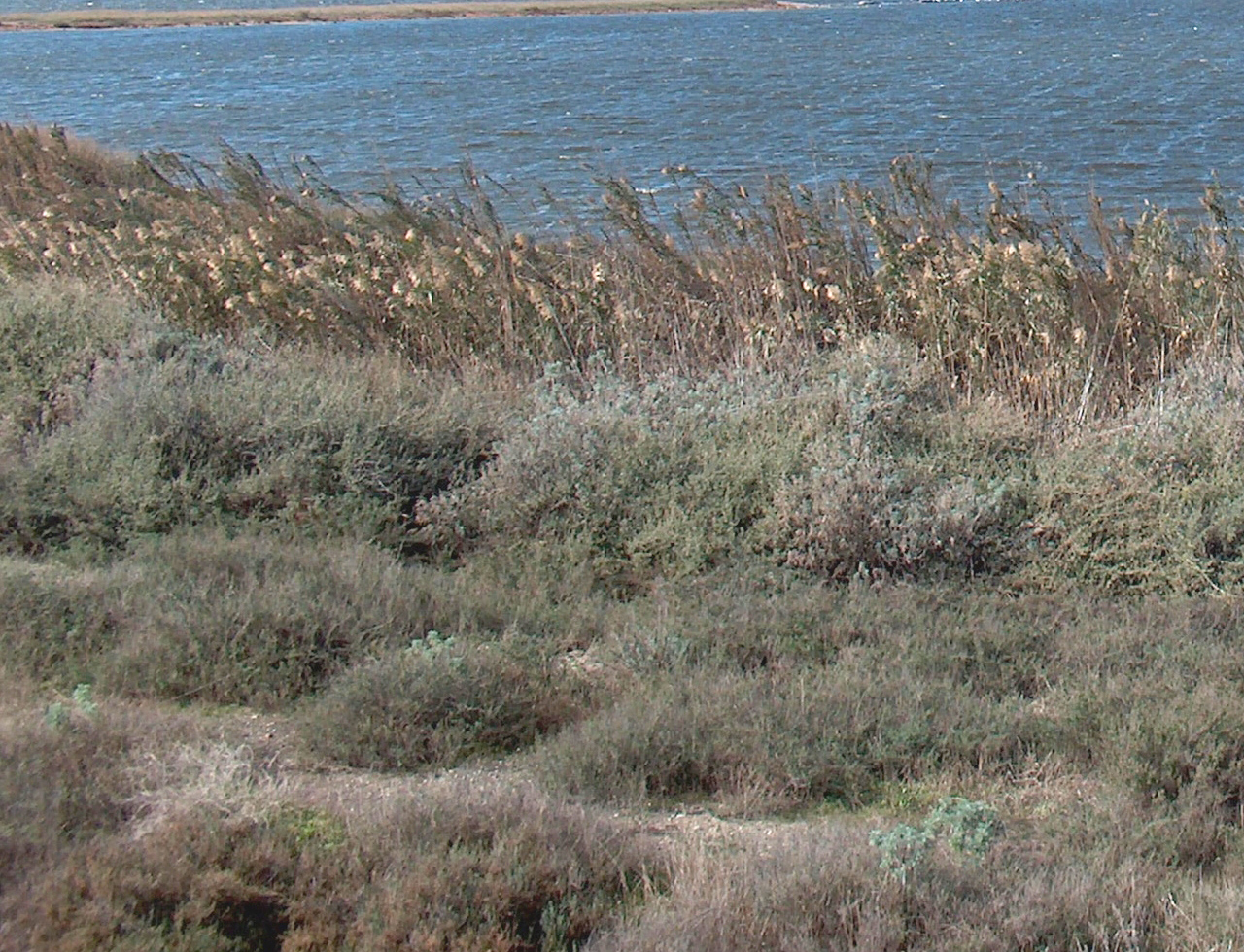
Un salicornieto ad Arthrocnemum, prateria di xerofite e alofite comune presso gli stagni costieri.

I meccanismi di assorbimento radicale dell'acqua e di trasporto all'interno della pianta sono di diversa natura e non bene conosciuti nel dettaglio. Nel complesso il flusso di umidità dal terreno all'atmosfera, attraverso l'assorbimento e la traspirazione, è alimentato da un gradiente di potenziale idrico decrescente: l'acqua arriva alle foglie in virtù della differenza di potenziale idrico che s'instaura all'interno della pianta e fra le radici e il terreno; tale differenza è alimentata dalla traspirazione e dal trasporto attivo degli ioni, processo, quest'ultimo, che richiede una spesa energetica. In condizioni di intensità di traspirazione bassa, il flusso ascendente è alimentato invece dalla pressione radicale e si manifesta con il fenomeno della guttazione.
In condizioni ordinarie l'acqua arriva perciò alle foglie in virtù del basso potenziale idrico causato dalla concentrazione ionica e dal passaggio allo stato di vapore. Il basso potenziale idrico genera una pressione negativa (tensione) nello xilema che si trasmette alla radice. Nella radice il flusso è alimentato dal trasporto attivo degli ioni, che permette il passaggio dell'acqua dall'apoplasto al sinplasto.
In virtù di questi fenomeni, di natura in parte fisica in parte chimica, l'adattamento xerofitico si concretizza nella capacità di creare, all'interno della pianta, potenziali idrici di valore tale da vincere le basse tensioni dell'acqua nel terreno. Nella maggior parte delle piante l'acqua è assorbita finché il potenziale idrico del terreno si mantiene sopra un valore limite compreso fra -15 e -25 bar (denominato coefficiente di avvizzimento). Le piante non xerofite manifestano però sintomi di sofferenza a valori più alti, quando il potenziale idrico scende a valori variabili da -4 a -6 bar, ma le più sensibili soffrono già a potenziali di poco superiori -1 bar. Si può già individuare un adattamento xerofitico in quelle piante che riescono ad assorbire l'acqua, senza mostrare particolari sintomi di sofferenza, a potenziali compresi fra -4 ÷ -6 bar e -15 ÷ -25 bar.
Le piante con marcato adattamento xerofitico e le alofite possono tuttavia assorbire l'acqua a potenziali molto più bassi, con casi estremi di specie che assorbono l'acqua anche fino a -175 bar. In particolare, le piante alofite devono la loro capacità di assorbimento all'elevata tensione osmotica generata dall'accumulo di sali all'interno dei vacuoli, in grado di vincere la tensione osmotica dell'acqua dei suoli salini o dei suoli sommersi da acque saline.

### Fotosintesi CAM

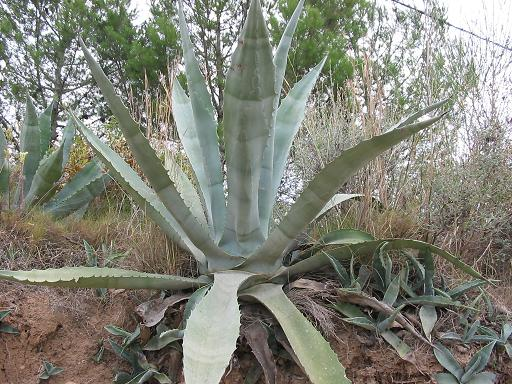
L'Agave è una pianta succulenta in grado di svolgere la fotosintesi anche con clima secco usando la via metabolica CAM

La fotosintesi CAM (acronimo di Crassulacean Acid Metabolism), attuata nelle Crassulaceae, nelle Cactaceae e in alcune specie di altre famiglie (es. Ananas, Agave, ecc.), è un adattamento xerofitico vero e proprio perché consente lo svolgimento della fotosintesi anche con gli stomi chiusi. Nelle vie metaboliche ordinarie delle piante C3 e delle piante C4, infatti, la fotosintesi necessita dell'apertura degli stomi affinché si svolgano gli scambi gassosi (ingresso della CO2 e uscita dell'O2. In caso di chiusura degli stomi, pertanto, le piante non svolgono la fotosintesi.
Nelle piante a metabolismo CAM si svolge una via metabolica alternativa che rappresenta un'evoluzione adattativa del ciclo di Calvin, proprio delle piante C3. La fase luminosa e la fase buia sono infatti separate nel tempo: durante la notte la pianta apre gli stomi, permettendo l'ingresso della CO2 che sarà fissata da un acido a tre atomi di carbonio (C3), prevalentemente l'acido malico, accumulato nei vacuoli. Durante il giorno, a stomi chiusi, gli acidi C4 accumulati nel corso della notte saranno metabolizzati nel ciclo di Calvin.
La via metabolica CAM ha un'efficienza fotosintetica molto bassa, tuttavia permette lo svolgimento della fotosintesi in condizioni ambientali che impedirebbero le altre vie. Un aspetto interessante del metabolismo CAM consiste nel fatto che pur avendo una base genetica, il meccanismo è innescato dalle condizioni ambientali: la fotosintesi CAM si svolge infatti in condizioni di clima arido, ma in occasione di giornate umide, ad esempio dopo un temporale, le piante CAM svolgono il ciclo di Calvin secondo il meccanismo delle piante C3. La fotosintesi CAM, pertanto, va intesa come una risorsa metabolica integrativa che consente il proseguimento dell'attività vegetativa anche in condizioni proibitive.

### Disidratazione

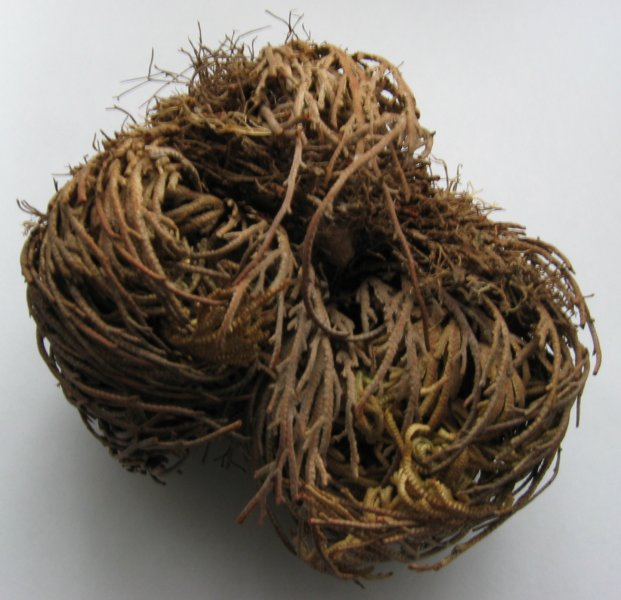
La Rosa di Gerico disidratata

La capacità di disidratare e reidratare i tessuti è forse uno degli adattamenti xerofitici più estremi, diffuso per lo più fra gli organismi inferiori. Casi molto più rari si riscontrano tuttavia anche nelle Piante. L'esempio più spettacolare è quello della rosa di Gerico, emblematicamente chiamata anche Pianta della Resurrezione. Questa licopodiofita è in grado di disidratare completamente i tessuti dei propri microfilli e sopravvivere a condizioni di ambiente secco anche per decine d'anni restando in uno stato di latenza; con la completa reidratazione la pianta riacquista la vitalità e la funzionalità senza perdere le proprie strutture morfo-anatomiche.
Un fenomeno di questo genere ricorda approssimativamente la proprietà di molti microrganismi, come ad esempio i lieviti, di essere conservati per liofilizzazione e rivitalizzati con la reidratazione. Singolare è trovare un comportamento simile, in natura, presso organismi più complessi come le Licopodiofite, piante vascolari affini alle Felci.

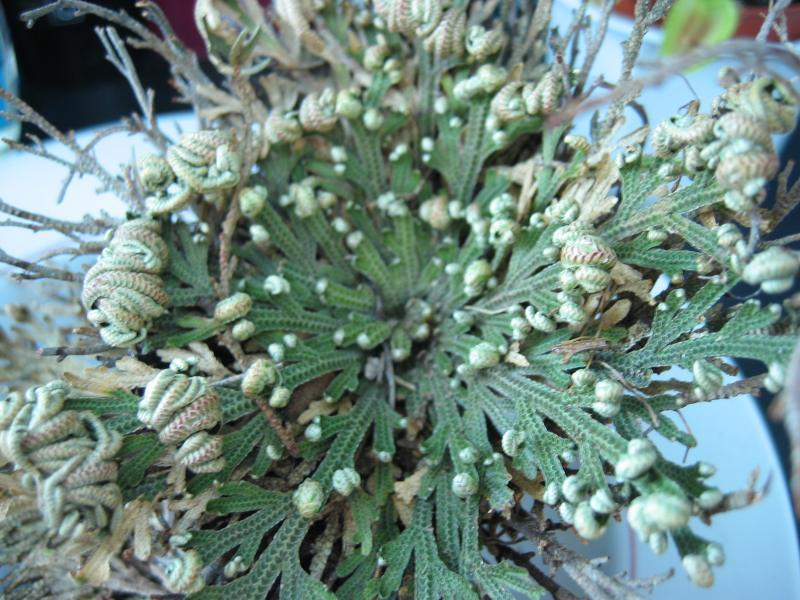
La Rosa di Gerico in piena attività vegetativa

La particolarità di questo comportamento lo differenzia nettamente dagli altri adattamenti xerofitici. Infatti, nei casi precedenti si assiste ad adattamenti che presuppongono il mantenimento dell'attività vegetativa in condizioni più o meno estreme; oppure la perdita, in condizioni sfavorevoli, degli organi che rappresentano il fattore di criticità, salvo poi rigenerarli al ripristino delle condizioni favorevoli; oppure l'adattamento dei ciclo biologico all'alternanza fra condizioni favorevoli e sfavorevoli.
L'esame microscopico dei tessuti disidratati mostra una particolare struttura cellulare nella pianta disidratata, in cui si evidenziano in particolare i cloroplasti schiacciati. Con la reidratazione le cellule si rivitalizzano, gli organuli cellulari ripristinano la loro morfologia funzionale e le attività biochimiche si riavviano.